# 부산여객
부산여객자동차(釜山旅客自動車)는 부산광역시의 시내버스 업체이다. 주로 본사(기장읍 청강리)가 아니라 기장읍(교리)에서 용호동과 충무동 방향으로 운행하는 노선을 운행하고 있다.

## 주요 연혁
- 1961년 6월 1일: 회사 설립
- 1977년 4월 1일: 일부 차량을 시민여객으로 분리 독립시켰다.
- 1980년 4월 1일: 일부 차량을 부일여객으로 분사시켰다.

## 차고지
- 부산광역시 기장군 기장읍 기장대로 313 (청강리 423-1) (동부산공영차고지(본사): 139번, 180번, 182번, 1003번,2029번 주박 및 관리 / 해운대구8번 야간주박 및 관리)
- 부산광역시 기장군 기장읍 차성로436번길 11 (교리 266) (기장영업소: 39번,1003번 시종착 및 관리)

## 운행 노선

### 시내버스
- ● 39번 : 기장교리 ↔ 송정해수욕장입구 ↔ 해운대보건소 ↔ 해운대역 ↔ 센텀시티역.BEXCO ↔ 수영교차로(수영역) ↔ 부경대학교 ↔ 용호동
- ● 139번: 청강리 공영차고지 ↔ 대청중학교 ↔ 대진로얄타운 ↔ 죽성사거리 ↔ 내리 ↔ 동해선 신해운대역 ↔ 장산역 ↔ 해운대해수욕장 ↔ 대우마리나아파트 ↔ 벡스코, 영화의전당
- ● 180번: 청강리 공영차고지 ↔ 기장군청 ↔ 일광해수욕장입구 ↔ 일광역 ↔ 임랑교차로 ↔ 월내 ↔ 길천삼거리 ↔ 고원아파트(오전 3회 청강리공영차고지 → 내리 → 송정해수욕장 → 장산역 → 해운대구청 → 장산역 → 송정해수욕장 → 내리 → 청강리 공영차고지 편도 경유)
- ● 182번: 청강리 공영차고지 → 기장읍사무소 → 기장시장 → 교리입구 → 기장체육관 → 일광역 → 화전리.일광초등학교 → 좌천초등학교 → 원자력의학원 → 부산장안고등학교 → 부산프리미엄아울렛 → 광명사입구 → 달산마을 → 기장군도시관리공단 → 정관읍사무소.기장소방서

### 급행버스
- ● 1003번 :기장 교리 ↔ 기장시장 ↔ 청강사거리 ↔ 송정해수욕장입구 ↔ 동백중학교 ↔ 해운대해수욕장 ↔ 경성대학교 ↔ 문현교차로 ↔ 부산역 ↔ 부산대학교병원(심야 노선은 모든 정류소에 정차함)

### 이전 보유 노선
- ● 2029번 :김해국제공항 ↔ 주례역 ↔ 서면역 ↔ 광안역 ↔ 백스코 ↔ 장산역 ↔ 해운대백병원 (부일여객, 태영버스와 공동 배차, 2025년 7월 31일 폐선)

## 보유 차종

#### 자일대우버스
- 자일대우 NEW BS106
- 자일대우 FX116 하모니

#### 현대자동차
- 현대 뉴 슈퍼에어로시티
- 현대 유니버스 스페이스 엘레강스
- 현대 뉴 프리미엄 유니버스 엘레강스
- 현대 일렉시티

#### KGM커머셜
- KGM 스마트 110

## 갤러리

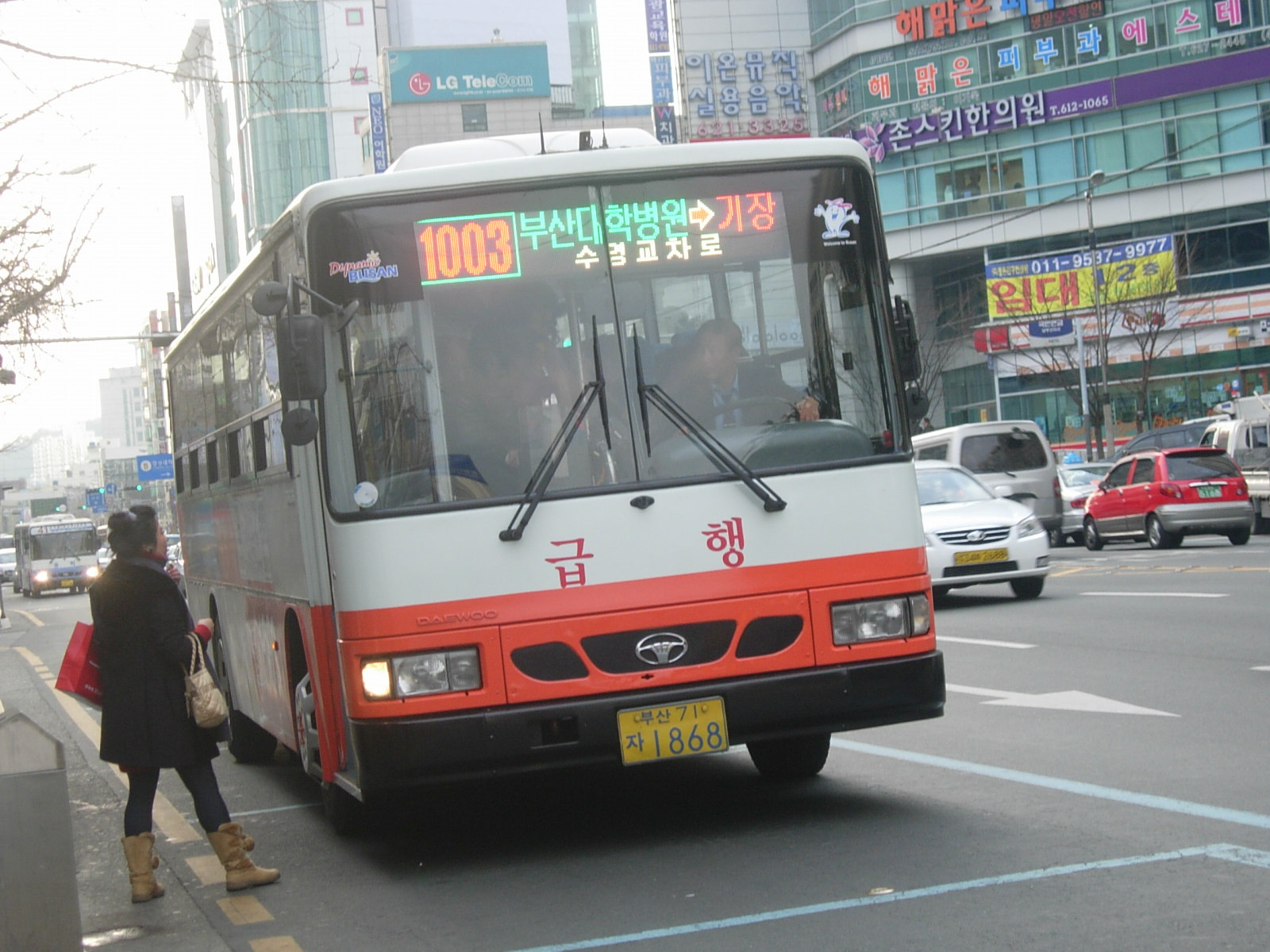
부산급행버스 1003번 (말소 전)
부산급행버스 1003번 (대차 전)
부산급행버스 1003번 (대차 전)